# Gerlachesundet
Gerlachesundet är ett sund i Antarktis. Den ligger i Västantarktis. Argentina, Chile och Storbritannien gör anspråk på området.
Den belgiska Antarktisexpeditionen, under löjtnant Adrien de Gerlache, utforskade sträckan i januari och februari 1898 och namngav den efter expeditionsskeppet Belgica. Namnet ändrades senare för att hedra befälhavaren själv.

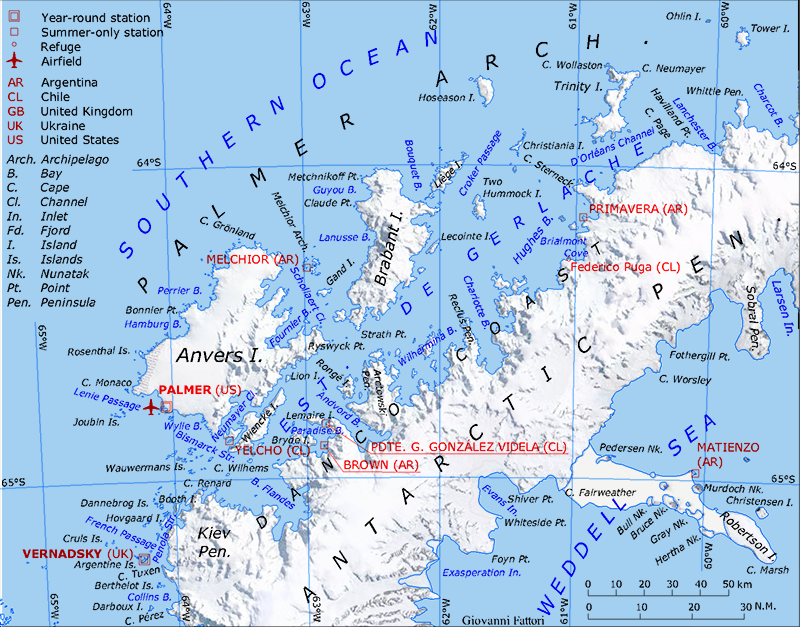
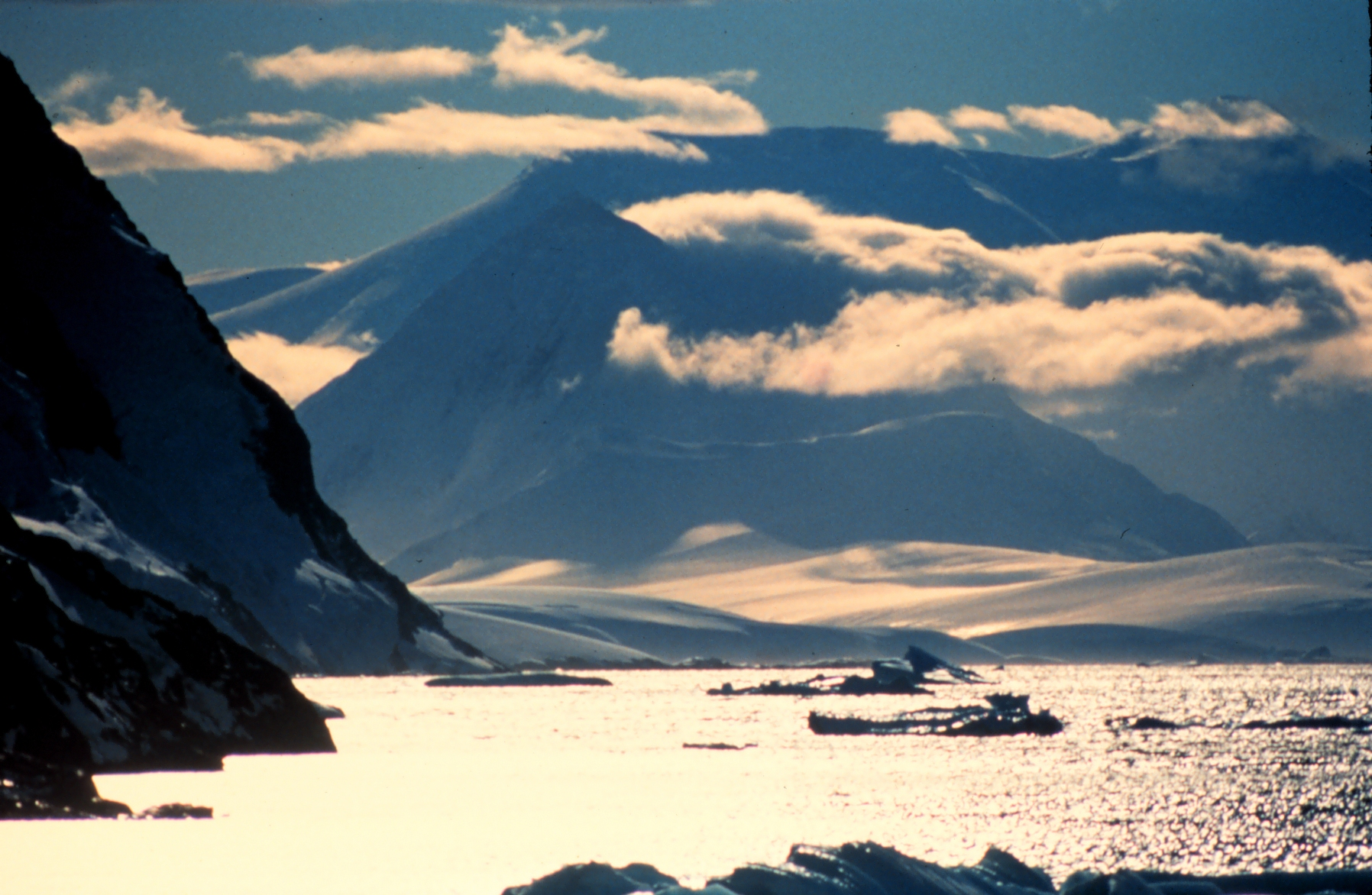
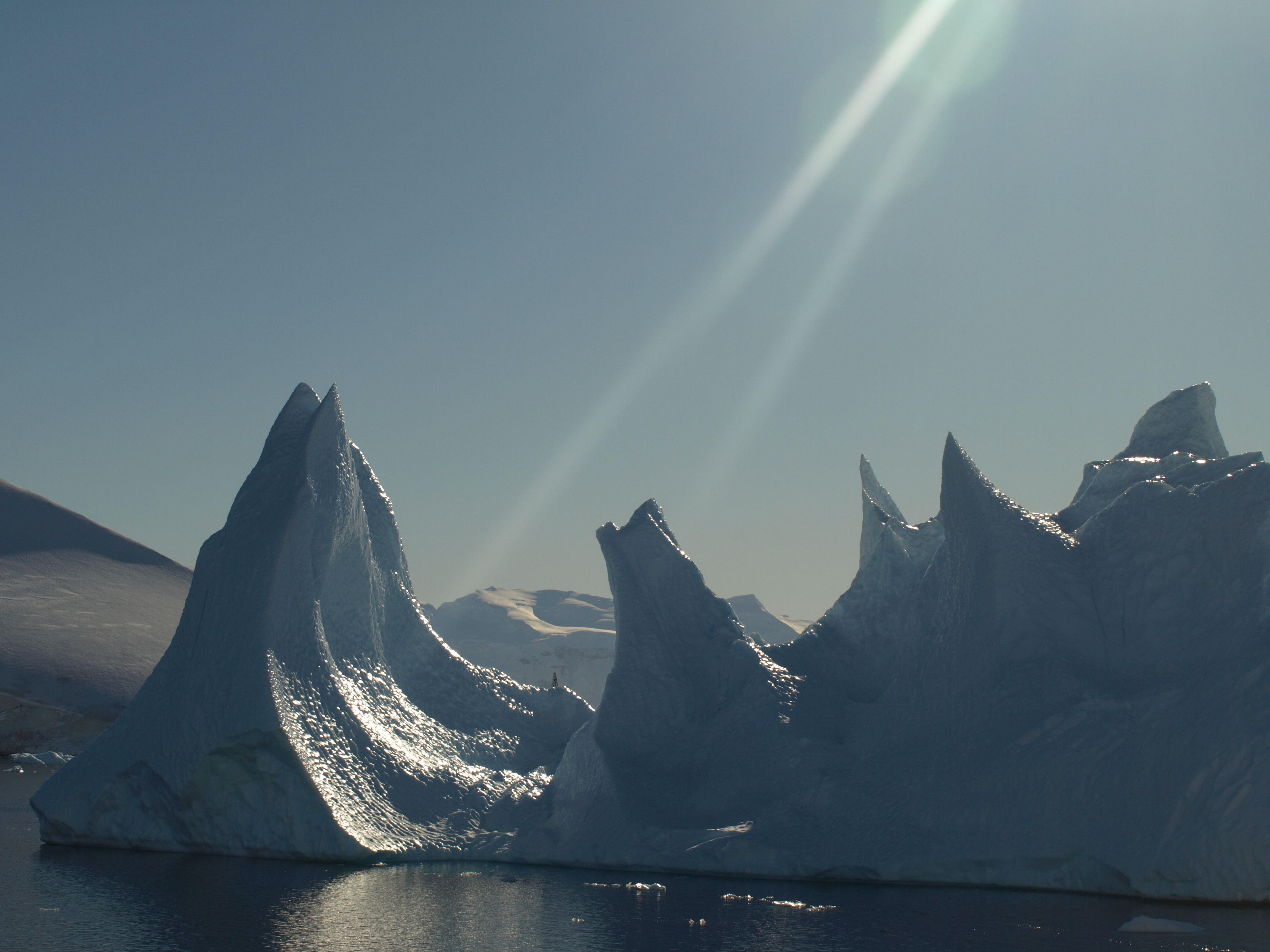